# Cordillera Amargosa
La cordillera de Amargosa (en inglés: Amargosa Range) es una pequeña  cordillera del Oeste de Estados Unidos, localizada en la frontera entre los estados de California y Nevada, en los condados de Inyo (California) y Nye (Nevada). El cordal montañoso recorre unos 177 km del oriente del valle de la Muerte, separándolo del Desierto de Amargosa. El río Amargosa lo bordea en un curso que describe una cerrada U, para desembocar a en la cuenca Badwater.
La cordillera toma su nombre del río, que lleva ese nombre, en original en español, por el sabor amargo de sus aguas.
En orden de norte a sur, las montañas Grapevine (incluyendo el punto más alto de la cordillera, el pico Grapevine, de 2663 m), las montañas Funeral y las montañas Black forman distintas secciones. Muchos de las accidentes geográficos más conocidos del parque nacional del Valle de la Muerte, como Zabriskie Point y Artists Drive, se encuentran adyacentes a la cordillera Amargosa o forman parte de ella.